# أوسمانكا يارفي
أوسمانكا يارفي هي بحيرة متوسطة الحجم تقع في منطقة مستجمعات المياه الرئيسية أولويوكي. وهي تقع في منطقة كاينو في فنلندا.